# برهان هدایت
برهان هدایت یکی از براهینی می‌باشد که به موازات برهان نظم مطرح شده‌است. به تصریح مرتضی مطهری، برهان نظم مربوط به ساختمان موجودات است؛ یعنی وضع ساختمان موجودات حکایت می‌کند که سازنده آن‌ها یا خود عاقل و مدبر بوده، یا تحت تدبیر و تسخیر یک اراده‌ای بوده‌است.
مسئله هدایت‌از این مهم‌تر است، زیرا مربوط به کارکرد موجودات است؛ اعم از جمادات، گیاهان، حیوانات و انسانها. این مسئله نشان می‌دهد که یک عامل بیرونی وجود دارد، که آن‌ها را در کار خودشان هدایت و رهبری می‌کند.

## منبع و مطالعه بیشتر
- مرتضی مطهری (۱۳۷۳)، «برهان هدایت»، توحید، انتشارات صدرا، ص. صص ۸۸ به بعد